# La Cordée (magasin)
Pour les articles homonymes, voir La Cordée et Cordée.
La Cordée est une chaîne de magasins de plein air montréalais fondée en 1953.

## Historique
En 1953, la toute première boutique de l’histoire de La Cordée ouvre, à Montréal au coin des rues Berri et Sherbrooke. Vingt ans plus tard, en 1973, la boutique déménage au 2159, rue Sainte-Catherine Est, à l'emplacement actuel d'une de ses succursales. 
C'est en 2001 que la première phase d'expansion de l'entreprise montréalaise a lieu : La Cordée ouvre une deuxième magasin et s'installe à Laval. Un deuxième magasin ouvrira ses portes au public en 2005, cette fois sur la Rive-Sud de Montréal, à Saint-Hubert.
En 2009, La Cordée s'engage sur la voie du commerce électronique et lance son site transactionnel. 
En 2015, La Cordée fait l’acquisition de la boutique Le Yéti sur la rue Saint-Laurent dans le Mile-End, Montréal. Ce magasin spécialisé devient La Cordée Boutique.
Au début de 2018, dans un effort d'expansion à l'extérieur du marché du Grand Montréal, La Cordée acquiert La Vie Sportive, un magasin de la région de Québec qui se spécialise dans les sports de plein air depuis près de 40 ans,,,,,.
En 2019, les travailleuses et travailleurs des deux succursales montréalaises décident de se syndiquer en rejoignant la Fédération Commerciale de la CSN,. Cette syndicalisation est une première historique dans le commerce des sports et du plein air au Québec,. 
En février 2020, elle cherchait  à se protéger de ses créanciers, en raison d'une dette insoutenable.

## La Cordée et les scouts montréalais
La Cordée est fondée en 1953, afin de répondre aux besoins en uniformes et équipements de plein air du mouvement des scouts montréalais. Depuis 1983, elle opère à titre d’entreprise incorporée dont les profits sont versés à un de ses actionnaires, la Fondation scoute La Cordée ; plus de 4 millions de dollars ont ainsi été versés à ce jour.